# Он (Жер)
Он (фр. Homps) — коммуна во Франции, находится в регионе Юг — Пиренеи. Департамент — Жер. Входит в состав кантона Мовзен. Округ коммуны — Кондом.
Код INSEE коммуны — 32154.

## География

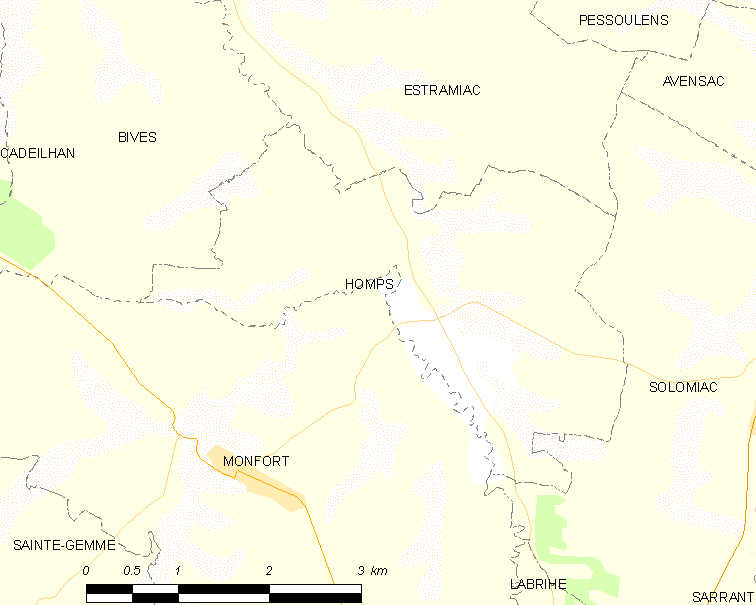
Карта коммуны

Коммуна расположена приблизительно в 580 км к югу от Парижа, в 55 км северо-западнее Тулузы, в 29 км к северо-востоку от Оша.
На западе коммуны протекает река Арратс.

## Климат
Климат умеренно-океанический. Лето жаркое и немного дождливое, температура часто превышает 35 °С. Зимой часто бывает отрицательная температура и ночные заморозки. Годовое количество осадков — 700—900 мм.

## Население
Население коммуны на 2010 год составляло 103 человека.
| 1962 | 1968 | 1975 | 1982 | 1990 | 1999 | 2010 |
| ---- | ---- | ---- | ---- | ---- | ---- | ---- |
| 173  | 144  | 121  | 115  | 95   | 86   | 103  |

## Администрация
| Период | Период | Фамилия   | Партия | Примечания |
| ------ | ------ | --------- | ------ | ---------- |
| 2001   | 2020   | Ален Клау |        |            |

## Экономика
В 2010 году среди 61 человека трудоспособного возраста (15-64 лет) 48 были экономически активными, 13 — неактивными (показатель активности — 78,7 %, в 1999 году было 76,9 %). Из 48 активных жителей работали 42 человека (23 мужчины и 19 женщин), безработных было 6 (2 мужчин и 4 женщины). Среди 13 неактивных 2 человека были учениками или студентами, 8 — пенсионерами, 3 были неактивными по другим причинам.

## Достопримечательности
- Замок Он (XIII век). Исторический памятник с 1999 года[4]